# Aeroportul Charters Towers
Aeroportul Charters Towers (IATA: CXT, ICAO: YCHT) este un aeroport din Queensland, Australia.
Situat la o altitudine de 293 m, aeroportul dispune de două piste. Este operat de Charters Towers Region⁠(d).